# Dietmar Schmidt
Dietmar Schmidt   (Zwickau, 29 d'abril de 1952) fou un jugador d'handbol alemany que va competir sota bandera de la República Democràtica Alemanya durant les dècades de 1970 i 1980.
Amb la selecció de la República Democràtica Alemanya jugà 242 partits, en què marcà 349 gols. El 1974 guanyà la medalla de plata al Campionat del món d'handbol i el 1978 la de bronze. El 1980 va prendre part en els Jocs Olímpics de Moscou, on guanyà la medalla d'or en la competició d'handbol. A nivell de clubs jugà al ASK Vorwärts Frankfurt, amb qui guanyà dues lligues de la República Democràtica Alemanya (1974 i 1975) i la Copa d'Europa de 1975. Una vegada retirat fou entrenador de diversos equips alemanys.
El 1980 va ser guardonat amb l'Ordre del Mèrit Patriòtic de plata i el 1984 amb la d'or.